# Баглицы
Баглицы — деревня в Псковском районе Псковской области. Входит в состав Серёдкинской волости. 
Расположена на берегу Псковского озера, в 54 км к северу от Пскова и в 17 км к северо-западу от села Серёдка.
Численность населения деревни по состоянию на 2000 год составляла 5 человек.

## Топографические карты
- Лист карты O-35-XVI Пылва. Масштаб: 1 : 200 000. Издание 1980 г.
- Лист карты O-35-XVII Новоселье. Масштаб: 1 : 200 000. Издание 1980 г.